# 장뤼크 에토리
장-뤼크 에토리(프랑스어: Jean-Luc Ettori, 1955년 7월 29일, 프로방스-알프-코트 다쥐르 지방 마르세유 ~)는 프랑스의 전직 프로 축구 선수로, 현역 시절 골키퍼로 활약했다. 그는 현역 시절 전부를 모나코에서 보냈고, 602번의 경기에 출전해 리그 1과 디비시옹 1을 통틀어 역대 최다 출전 기록을 세웠는데, 이는 2013년 12월 4일에 미카엘 랑드로가 경신했다. 그는 1980년대 초에 프랑스 국가대표팀 경기에 9번 출전했는데, 이 중 6번은 프랑스가 1982년 월드컵 당시 치른 7경기 중 6경기였다.

## 수상
모나코
- 디비시옹 1: 1977–78 1981–82, 1987–88
- 쿠프 드 프랑스: 1979–80, 1984–85, 1990–91
- 트로페 데 샹피옹: 1985

상훈
- 국가 명예 기사장: 1994[1]